# Хенкін Арон Абрамович
Арон Абрамович Хенкін (1901, місто Одеса — 1974, місто Одеса Одеської області) — радянський діяч, новатор виробництва, робітник-стивідор, бригадир вантажників Одеського торгового порту. Депутат Верховної Ради СРСР 1-го скликання.

## Біографія
Народився в родині вантажника Одеського порту. Три роки навчався у школі.
Трудову діяльність розпочав у дев'ятирічному віці чистильником корабельних котлів Одеського порту. Потім працював у кустарній майстерні Гербера, Бачштейна і Поліщука, в мідно-котельній майстерні Лейхтера в Одесі. До 1918 року — підручний слюсаря Одеського заводу Гена. У 1918—1921 роках — вантажник млина в Одесі. З 1921 до 1922 року працював вантажником Одеського порту.
У 1922—1924 роках служив у Червоній армії.
З 1924 року — вантажник Одеського порту.
Член ВКП(б) з 1926 року.
З 1935 року — бригадир укрупненої комплексної бригади № 211 вантажників Одеського торгового порту. Був ініціатором спеціалізації бригад за окремими виробничими процесам. За пропозицією Хенкіна, на час обробки судна за ним закріплювалися постійні бригади.
З 1939 року — начальник групи із впровадження стахановських методів роботи в портах Півдня. У листопаді 1941 року працював у порту міста Новоросійська. Потім був переведений стивідором-наставником у порти Архангельська і Мурманська для організації вивантаження спецвантажів з американських суден-конвоїв. Пізніше працював стивідором-наставником у портах Красноводськ (Туркменська РСР) і Баку (Азербайджанська РСР).
У 1944 році повернувся до Одеського торгового порту. У 1945—1946 роках працював у Відні і Будапешті, де організовував відвантаження спецвантажів по ріці Дунай і залізниці. Потім до 1966 року працював стивідором-наставником Одеського порту.
З 1966 року — на пенсії в місті Одесі.

## Нагороди
- орден Леніна
- орден Трудового Червоного Прапора
- медалі
- значок «Ударник водного транспорту»